# Westminster, Colorado
Westminster är en stad i Adams County och Jefferson County i delstaten Colorado, USA med 107 940 invånare (2000).